# Martin O’Donoghue
Martin O’Donoghue (ur. 13 maja 1933 w Dublinie, zm. 20 lipca 2018 tamże) – irlandzki polityk, ekonomista i nauczyciel akademicki, poseł do Dáil Éireann, senator, minister.

## Życiorys
Absolwent ekonomii w Trinity College w Dublinie, uzyskał doktorat w tej dziedzinie. Pracował jako nauczyciel akademicki na macierzystej uczelni. Związany z ugrupowaniem Fianna Fáil. Przez kilka lat do 1973 pełnił funkcję doradcy ekonomicznego premiera Jacka Lyncha. W 1977 był głównym autorem manifestu wyborczego FF. W tymże roku po raz pierwszy uzyskał mandat posła do Dáil Éireann. Utrzymywał go w wyborach w 1981 oraz w lutym 1982.
W lipcu 1977 został ministrem bez teki w rządzie Jacka Lyncha. Jeszcze w tym samym miesiącu przeszedł na nowo utworzoną funkcję ministra planowania gospodarczego i rozwoju, którą sprawował do grudnia 1979. Od marca do października 1982 zajmował stanowisko ministra edukacji w gabinecie Charlesa Haugheya. Zrezygnował z niego, odmawiając popierania premiera jako lidera FF. W listopadzie 1982 utracił mandat deputowanego. W latach 1983–1987 zasiadał w Seanad Éireann jako przedstawiciel panelu administracyjnego. W późniejszych latach opuścił Fianna Fáil, wspierając następnie Progresywnych Demokratów. Powrócił też do działalności dydaktycznej, w połowie lat 90. przeszedł na emeryturę.